# ميتسوهيرو نومورا
ميتسوهيرو نومورا (باليابانية: 野村 六彦) (10 فبراير 1940 في هيروشيما في اليابان – )؛ هو لاعب كرة قدم سابق كان يلعب كمهاجم.